# Die Uhr (Turgenew)

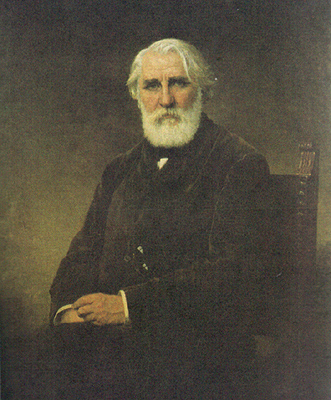
Alexei Charlamow 1875:
Iwan Turgenew

Die Uhr (russisch Часы, Tschassy) ist eine Novelle des russischen Schriftstellers Iwan Turgenew, die 1875 in Paris geschrieben und im Februar 1876 in der Deutschen Rundschau publiziert wurde. In Buchform brachte Eugen Marx den Text – ebenfalls 1876 – in Leipzig heraus. In russischer Sprache erschien dieses Totengedenken 1891.

## Inhalt
Der Erzähler Alexei, ein alter Mann, erinnert sich 1850 an seinen Cousin David, der 1812 während der Schlacht von Borodino bei der Verteidigung der Schanzen von Schewardino als Artillerieleutnant fiel.
Die „starke Persönlichkeit“ Davids arbeitet der alte Alexei anhand einer skurrilen Begebenheit, die sich im Jahr 1801 im väterlichen Rjasaner Holzhaus am Oka-Ufer zutrug, heraus: Alexei wird die verflixte französische Taschenuhr, die ihm sein Patenonkel Nastassei Putschkow zum 15. Namenstag am 7. März geschenkt hat, trotz tatkräftigster Mithilfe des ein Jahr älteren David nicht los.
Beide Jungen besuchen das Rjasaner Gymnasium; gehören also zu den Rjasaner Herrschaftskindern. Alexei sieht das anders. Seinen Vater Prokofi Petrowitsch bezeichnet er ein wenig respektlos als Winkeladvokaten, also als einen Mann, der seine Familie mit unlauterer Praxis gerade so über Wasser hält. Winkeladvokat nennt Alexei auch den Patenonkel Nastassei Putschkow und den ehemaligen Beamten Latkin, einen vormaligen Mitarbeiter seines Vaters. Der Vater hatte sich reichlich zwei Jahre vor Handlungsbeginn mit Latkin überworfen und ihn aus dem Geschäft entlassen. Als dann 1799 Latkins Frau gestorben war, hatte Latkin einen Schlaganfall erlitten und stammelt seither. Latkins älteste Tochter Raissa führt nach dem Tode der Mutter den überaus ärmlichen Haushalt. Bei alledem hatte Latkin sogar einen Leibeigenen.
Der Text kann als Liebesgeschichte gelesen werden. David bleibt mit seiner ein Jahr älteren Freundin Raissa zusammen. Das Paar heiratet anno 1806. Eigentlich ist die Novelle aber viel mehr als bloße Love Story. Alexeis Vater hat einen Bruder Jegor. Dieser hatte Französisch erlernt, weil er Voltaire im Original lesen wollte. Das war ihm unter Paul I. schlecht bekommen. 1797 war Jegor „wegen empörender Ausschreitungen und jakobinischer Gedanken“ nach Sibirien deportiert worden. Nachdem Paul I. im zeitigen Frühjahr 1801 gestorben war, wurde gemunkelt, mit dem Machtantritt Alexander I. könnte der Verbannte in Bälde nach Rjasan zurückkehren. Alexeis Vater hatte 1797 in seinem Hause Jegors Sohn David nicht ohne Grund aufgenommen. Man redete hinter vorgehaltener Hand, der „Notar“ habe mit einer unvorsichtigen Bemerkung die Verbannung des Bruders Jegor verschuldet. Alexei glaubt dem Gerücht, denn er beobachtet das Verhalten seines Vaters gegenüber David scharf und beschreibt die Beflissenheit seines Vaters gegenüber Davids Vater, als dieser gegen Textende tatsächlich aus Sibirien in Rjasan anreist. Jegor trägt aber dem Bruder nichts nach. Er verlässt Rjasan; geht mit David und Raissa nach Moskau.

## Gesellschaftskritik
Das Bild seines Vaters zeichnet der Erzähler Alexei zwiespältig. Einerseits hält der Sohn den Vater zumindest an der Deportation Onkel Jegors für mitschuldig. Andererseits kann Alexei nicht verhehlen, sein für die Familie sorgender Vater, der Winkeladvokat, hat ein „gutes Herz“. Eine der Schwächen des Vaters: Er belehrt Alexei und David bei fast jeder Gelegenheit. So doziert der Vater, als David eine Dummheit begangen hat und mithin erkrankt, an dessen Krankenbett: „… in Sibirien … leben und sterben bei der Zwangsarbeit und in unterirdischen Kerkern Menschen, die weniger schuldig … sind als du.“ David, nicht faul, hat sogleich eine passende Antwort parat: „… nach Sibirien kommen bessere Menschen als wir beide … Das müßten Sie am besten wissen.“